# George Briscoe Kerferd
George Briscoe Kerferd (15 de enero de 1915, Melbourne, Australia - 9 de agosto de 1988, Mánchester, Inglaterra) fue un experto en cultura clásica de origen australiano.

## Reseña biográfica
George Kerferd nació en Melbourne el 15 de enero de 1915, donde estudió y obtuvo su título de grado. Cursó estudios clásicos en Oxford y obtuvo luego un puesto como profesor de griego en Durham, primero, y luego, de vuelta en Australia, en Sídney. A fines de la década del cuarenta vuelve a Inglaterra y dicta clases en Mánchester y en Swansea, y luego en Mánchester obtiene cátedras de latín y de griego. Muere en Mánchester el 9 de agosto de 1988.
La labor investigativa de Kerferd giró sobre todo en torno al pensamiento de los sofistas de s. V a. C. Entre 1979 y 1981 edita y publica The sophists and their legacy, una colección de ponencias sobre los sofistas en las que colaboraron académicos como J. Classen, Charles H. Kahn y Rosamond Kent Sprague. En 1981 publica también, de su autoría, The sophistic movement, en el que ofrece una mirada original sobre lo que él llama el «movimiento sofístico», y que integra diversos artículos previos publicados por el autor sobre el tema. Kerferd participó también en el Proyecto Teophrastus, para reunir los testimonios conservados sobre Teofrasto, y en la publicación de The Criterion of Truth (1989), un volumen que contiene el texto y la traducción de la obra Sobre el criterio de Ptolomeo.